# Conus nocturnus
Conus nocturnus é uma espécie de gastrópode do gênero Conus, pertencente à família Conidae.